# Addiction
Pour les articles homonymes, voir Addictions.
Pour le film d'Abel Ferrara, voir The Addiction.
 (15 mai 2019).
 Mise en garde médicale
L'addiction, dépendance, ou assuétude, est l'envie répétée et irrépressible de faire ou de consommer quelque chose en dépit de la motivation et des efforts du sujet pour s'y soustraire.
L'anglicisme addiction désigne tout attachement nocif à une substance ou à une activité. Le terme plus ancien d’assuétude en est un synonyme moins utilisé.
Il peut exister des addictions pour tout ce qui permet de se donner du plaisir : alcool, drogue, jeux d'argent, jeux vidéo, sexe, pornographie, nourriture (boulimie), achats (oniomanie), malgré la conscience aiguë qu'a le sujet — le plus souvent — d'abus et de perte de sa liberté d'action, de dégradation de la santé ou de ruine.[réf. nécessaire]
On parle d'addiction pour désigner un phénomène de manque qui se manifeste lorsqu'une personne est privée d'un besoin et que ce besoin n'est pas vital (sommeil, nourriture). Cette addiction est dite grave si son sevrage entraîne de la violence ou de l'agressivité. Les problèmes engendrés par une addiction peuvent être d'ordre physique, psychologique, relationnel, familial et social. La dégradation progressive et continue à tous ces niveaux rend souvent le retour à une vie libre de plus en plus problématique.
En psychanalyse, le terme d'addiction est utilisé de manière plus large dans la mesure où il relève plus d'une attitude intrapsychique, d'un mécanisme, plutôt que des moyens pour y satisfaire. Des mécanismes parallèles peuvent intervenir dans les déterminants comme celui d'une anorexie mentale.
L'addiction se rapporte autant à des conduites telles que le jeu compulsif, la dépendance au jeu vidéo, à Internet, au smartphone, à la pornographie, les conduites à risques ou la pratique d'exercices sportifs inadaptés entraînant un syndrome de surentraînement qu'à la dépendance à des produits comme l'alcool, le tabac ou les psychotropes.
L'idée de dépendance sans drogue (ou addiction comportementale) si elle reste controversée, se développe avec l'évolution sociologique de la place des dépendances et des approches plus centrées sur les sujets que sur les produits. Si seuls les jeux d'argent figurent, dans le DSM-5, parmi les addictions comportementales, la cyberdépendance, des conduites telles que l'anorexie peuvent être assimilés à des conduites addictives. La prise en charge et l'étude de l'addiction relèvent de la discipline de l'addictologie.

## Étymologie et introduction
Le terme addiction est d'étymologie latine, ad-dicere « dit à ». Dans la civilisation romaine, les esclaves n'avaient pas de nom propre et étaient dits à leur Pater familias. Le terme d'addiction exprime donc une absence d'individualité, d'indépendance et de liberté, donc bien un esclavage.
Selon l'étymologie ad-dictus en bas latin, addict signiﬁe « dit à ». Ce terme était utilisé en droit romain pour désigner la situation d'un débiteur qui, incapable de payer ses dettes, se trouvait « dit à » son créancier. Celui-ci avait alors le droit de disposer entièrement de la personne du débiteur comme d’un esclave. Une autre étymologie traduit ad-dictus par « jusqu'à un dit » éventuel, celui du créancier qui s'estimait remboursé, ou celui d'un tiers. Il s’agissait donc pour le débiteur d'être livré à une sorte de contrainte par corps.
Ainsi, être addicté désignait jusqu'au Moyen Âge l'obligation pour un débiteur qui ne pouvait rembourser sa dette autrement, à payer son créancier par son travail à la suite d'une ordonnance d'un tribunal, et éventuellement jusqu'à une autre ordonnance le libérant.
Par la suite, dans la langue anglaise, dès le XIVe siècle, addiction a pu désigner la relation contractuelle de soumission d'un apprenti à son maître, puis se rapprocher peu à peu du sens moderne, en désignant des addictions à des passions nourries et moralement répréhensibles. Toujours en langue anglaise, le mot addiction est totalement intégré dans le langage populaire pour désigner toutes les passions dévorantes et les dépendances (par exemple : c'est un sex-addict). C'est cette popularité du terme chez les anglo-saxons qui explique son ambiguïté : les psychiatres anglophones hésitent souvent à l'utiliser (il n'apparaît pas dans le DSM-IV au profit du terme de « dépendance »). William Shakespeare est considéré comme le premier auteur à avoir employé le mot addiction, dans sa pièce Henry V, où le mot est synonyme de penchant dévorant (pour la théologie, dans le cas).
Cet anglicisme est utilisé depuis quelques années comme équivalent du mot dépendance. Il a un sens plus général que celui de pharmacodépendance qui fait référence à l'usage de substances psychoactives et s'impose lorsque les chercheurs observent l'émergence de nouvelles conduites « addictives » (souvent nommées « addictions sans produit ou comportementales »), plus particulièrement les addictions au sexe et aux jeux d'argent et de hasard, et plus récemment aux écrans.
Sigmund Freud a été un des premiers à utiliser le terme pour désigner un « besoin primitif » (lettres à Wilhelm Fliess) qui fait partie de la condition de tout être humain : l'infans est dépendant de sa mère pour sa survie. C'est de cet état primordial qui aurait mal évolué que dériveraient les « addictions ».
Karl Abraham en 1908, Sándor Radó en 1933, Otto Fenichel en 1945 et Herbert Rosenfeld en 1968 sont des psychanalystes qui ont contribué à enrichir la définition de ce terme en approfondissant leur compréhension de ce syndrome. Il s'agissait pour eux d'en analyser les mécanismes inconscients, pulsionnels, régressifs et autres du point de vue clinique puis théorique. Isy Pelc, psychiatre belge, lui préfère le terme d'assuétude. Le concept général d'addiction est théorisé par le psychiatre Aviel Goodman en 1990 qui définit l'addiction comme « un processus par lequel un comportement, qui peut fonctionner à la fois pour produire du plaisir et pour soulager un malaise intérieur, est utilisé sous un mode caractérisé par : (1) l’échec répété dans le contrôle de ce comportement (impuissance) et (2) la persistance de ce comportement en dépit de conséquences négatives significatives (défaut de gestion) ».
Ce concept fait l'objet de controverses ; les addictions comportementales peuvent ne comporter ni syndrome de sevrage important, ni rechute caractéristique des addictions aux substances psychoactives.

## Classification
La dépendance est un état pathologique où l'organisme est incapable de fonctionner physiologiquement en dehors de la consommation de la substance responsable. Le sevrage est un syndrome apparaissant chez un dépendant lorsqu'il ne peut consommer ladite substance. Le terme dépendance ne doit pas être confondu avec le terme addiction.
La dépendance est un des facteurs servant à évaluer la dangerosité des produits psychoactifs. Elle s'estime par l'énergie dépensée pour parvenir à l'abstinence et par les efforts déployés pour se procurer le produit. Elle varie selon deux facteurs importants : les propriétés du produit (propriétés pharmacologiques de sensibilisation et d'accoutumance, mode de consommation, concentration, etc.) et la prédisposition de l'usager (personnalité, antécédent d'usage, trajectoire personnelle, etc.).
En 1975, l'Organisation mondiale de la santé (OMS) définit la dépendance comme : « un état psychique et parfois physique, résultant de l'interaction entre un organisme vivant et un produit, caractérisé par des réponses comportementales ou autres qui comportent toujours une compulsion à prendre le produit de façon régulière ou périodique pour ressentir ses effets psychiques et parfois éviter l'inconfort de son absence (sevrage). La tolérance peut être présente ou non ».
En août 2011, l’American Society of Addiction Medicine (ASAM) propose une nouvelle définition de l'addiction. La dépendance est une maladie chronique du cerveau, un syndrome qui va au-delà d'un problème comportemental lié à l'excès de drogues, d'alcool, de jeux, de sexe ou de nourriture, etc..
Le terme « addiction » n'est pas utilisé en tant que terme diagnostique dans le DSM-5, ni dans le CIM-10. Dans de nombreux pays, il est d'usage courant, y compris pour les cliniciens, d'utiliser le terme addiction pour décrire les problèmes graves liés à une utilisation compulsive et répétée de substance, mais le terme ne figure pas dans les terminologies officielles du fait d'une définition incertaine et de connotation négative.

### CIM-10
La Classification internationale des maladies (CIM-10) utilise notamment la classification « Troubles mentaux et du comportement liés à l'utilisation de substances psychoactives ». Ils sont présentés comme la manifestation d'au moins trois des signes ci-après sur une période d'un an et ayant persisté au moins un mois ou étant survenus de manière répétée :
- un désir compulsif de consommer le produit ;
- des difficultés à contrôler la consommation ;
- l'apparition d'un syndrome de sevrage en cas d'arrêt ou de diminution des doses ou une prise du produit pour éviter un syndrome de sevrage ;
- une tolérance aux effets (augmentation des doses pour obtenir un effet similaire) ;
- un désintérêt global pour tout ce qui ne concerne pas le produit ou sa recherche ;
- une poursuite de la consommation malgré la conscience des problèmes qu'elle engendre.

### DSM-5
Le Manuel diagnostique et statistique des troubles mentaux (DSM-5) regroupe des troubles en lien avec les addictions dans le chapitre « Troubles liés à une substance et troubles addictifs ».

#### Troubles de l'usage d'une substance
L'expression de troubles de l'usage d'une substance décrit la prise compulsive de substances psychotropes, d'une forme légère à une forme grave à rechutes chroniques. Elle se manifeste par l'apparition d'au moins deux des manifestations suivantes, au cours d'une période de 12 mois :
1. Une consommation plus importante en quantité, ou durant une période plus longue que prévu ;
2. Un désir persistant, ou des efforts infructueux pour réduire cette consommation ;
3. Beaucoup de temps est consacré à l'obtention, l'utilisation, et la récupération des effets de la substance ;
4. Un besoin impérieux de consommation (craving) ;
5. Consommation répétée avec incapacité de remplir ses obligations socio-professionnelles ;
6. Consommation continue malgré des problèmes causés ;
7. Abandon ou réduction des activités socio-professionnelles et de loisir ;
8. Consommation répétée dans des situations où cela peut être physiquement dangereux ;
9. Consommation poursuivie en toute connaissance de cause de problèmes persistants ou récurrents ;
10. La tolérance est définie par un besoin de quantité plus forte pour obtenir l'effet désiré, ou par la diminution de l'effet par usage d'une même quantité ;
11. Le sevrage se manifeste par un syndrome de sevrage caractéristique de la substance, ou par la prise de la substance pour éviter ou soulager les symptômes de sevrage.

La sévérité des troubles est spécifiée en forme légère (2 à 3 manifestations), moyenne (4 à 5), grave (plus de 6). La rémission précoce est définie comme l'absence de manifestation pendant au moins 3 mois, et la rémission prolongée pendant au moins 12 mois, à l'exception du critère 4 craving dans les deux cas.
Dix substances ou type de substances sont concernées dans le DSM-5 : alcool, caféine, cannabis, hallucinogènes (phencyclidine et autres), substances inhalées (éther, colle etc.), opiacés, médicaments psychotropes de type sédatifs, hypnotiques ou anxiolytiques, stimulants (amphétamines, cocaïne), tabac et une catégorie pour les autres substances.

#### Troubles addictifs
Parmi les troubles addictifs non-liés à une substance, le DSM-5 ne donne de critères diagnostiques que pour le jeu d'argent pathologique.
D'autres addictions possibles sont évoquées en introduction mais ne sont pas incluses pour cause de données insuffisantes permettant de fixer des critères diagnostiques et les caractéristiques évolutives nécessaires à l’identification de ces comportements comme troubles mentaux. Sont ainsi évoqués le jeu sur internet, des addictions comportementales comme groupes de comportements répétitifs avec des sous-catégories telles que « addiction au sexe », « addiction à l’exercice physique », « addiction aux achats ».

### Types de dépendance
Il existe deux types de dépendance (déjà considéré comme désuet en 2014 et depuis le DSM-5 et la reconnaissance du craving, ce modèle est complètement bouleversé) :
La dépendance physiqueC'est un état dans lequel, passé un certain temps depuis la dernière dose, l'organisme commence à développer des troubles physiques parfois graves, dits de manque (c'est-à-dire de non-présence d'une quantité suffisante du produit dans l'organisme), l'ensemble de ces troubles constituant appelé le syndrome de sevrage, lesquels disparaissent dès lors qu'une quantité suffisante du produit est à nouveau présent dans l'organisme. La dépendance physique résulte des mécanismes d’adaptation de l’organisme à la consommation prolongée du produit et peut s’accompagner d’une accoutumance, c'est-à-dire de la nécessité d'augmenter les doses pour éprouver un même effet.
La dépendance psychique
Elle se subdivise en deux sous-groupes :
- La dépendance psychologique[Passage problématique] qui se manifeste par des états de craving, c'est-à-dire de désir insistant, obsédants et persistant de consommer un produit ou de s'adonner à un comportement qui peut parfois se traduire par des manifestations psycho-somatiques (véritables douleurs physiques sans cause physiologique)[Passage problématique]. La dépendance psychologique serait bien plus liée aux caractéristiques des individus (états affectifs, styles de vie) qu'au produit ou au comportement lui-même[Passage problématique]. Des exemples de dépendances psychologiques très répandues à des comportements sont la dépendance au travail (la personne concernée est désignée par l'appellation « workaholic) », à une activité physique ou à une activité intellectuelle ;
- La dépendance comportementale[Passage problématique] se manifeste également par des craving répondant à des stimulations générées par l'environnement qui sont des déclencheurs (triggers) pour la personne, et des facteurs de rechute après sevrage volontaire éventuel (?). Par exemple l'addiction aux jeux d'argent est une addiction comportementale semblable à toutes les autres addictions[23].

#### Dépendance à un produit
La dépendance à un produit est une dépendance psychique mais souvent aussi physique qui pousse le corps à réclamer l’absorption d'un produit le plus rapidement possible (?). Généralement l’absorption régulière de ce produit mène à une dépendance physique et le corps réclame l’absorption de doses de plus en plus élevées de celui-ci (alcool, drogue, anxiolytiques, etc.).

#### Dépendance au sport
La dépendance au sport est appelée la bigorexie, néologisme venant de l'anglais big (gros) associé à orexis mot grec signifiant envie ou appétit. Celle-ci, résultant d'une souffrance psychique parfois cachée, peut se caractériser par une dégradation de la vie professionnelle ou sociale, et donc transformer la pratique saine du sport en un comportement aberrant. Cette addiction, pouvant toucher tous les sportifs mais plus particulièrement les coureurs, est une maladie reconnue par l'Organisation mondiale de la santé[réf. à confirmer] et peut mener à l'anorexie[réf. à confirmer].

#### Dépendance affective
La dépendance affective fait partie des addictions sans substances. Il s'agit d'une organisation psychique conduisant à placer l'autre comme source unique de satisfaction. Les conséquences sont souvent semblables aux addictions classiques (perte d'objectivité, renonciation de soi pour un investissement exclusif vis-à-vis de l'objet de dépendance). Des psychologues travaillent sur ces problématiques.
La dépendance affective se caractérise par une détresse émotionnelle (attachement insécurisant) et une dépendance à l'égard d'une autre personne avec une faible estime de soi et un besoin de réassurance. Une éducation parentale surprotectrice et autoritaire, des facteurs culturels et socio-environnementaux peuvent contribuer au développement d'une personnalité dépendante. Les facteurs psychologiques épigénétiques, tels que les traumatismes socio-émotionnels précoces, pourraient marquer les circuits neuronaux dans les régions préfronto-limbiques qui sont essentielles pour le comportement émotionnel. L'objectif pour le clinicien est de proposer une restauration de l'estime de soi et des stratégies thérapeutiques centrées sur l'autonomie.

## Mécanisme

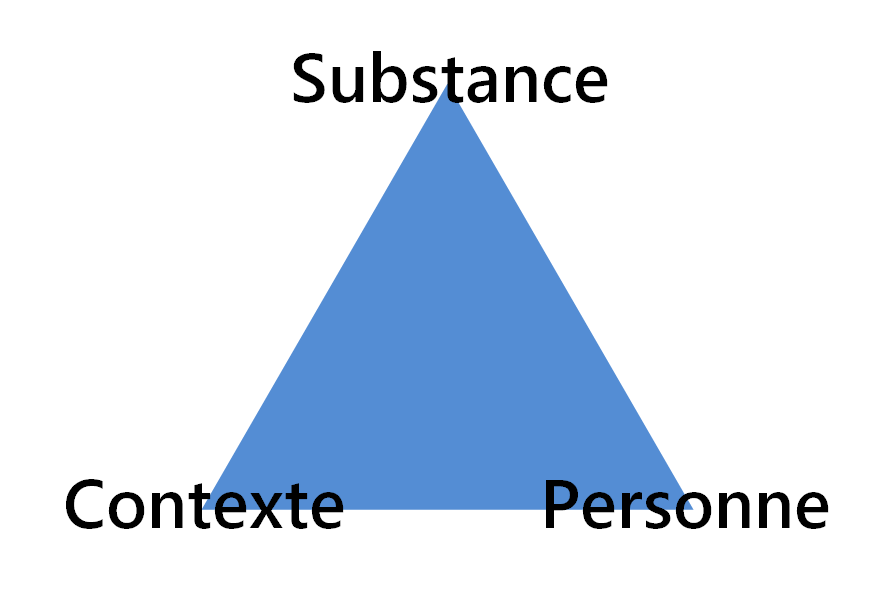
Trois facteurs-clés influencent la consommation de drogues : la drogue (type, dose, prix, etc.), le contexte (entourage, pauvreté, normes sociales, etc.) et l'individu (âge, génétique, personnalité, etc.).

De nombreuses théories psychiques, neurologiques et biologiques tentent d'expliquer les mécanismes de l'addiction et celui des dépendances.
Longtemps considérés comme des traits de caractère marqués par l'absence de volonté, les mécanismes psychiques de l'addiction sont maintenant mieux connus et la neurologie commence à distinguer de mieux en mieux les centres du cerveau impliqués dans la dépendance même si ces recherches restent très complexes à interpréter. Le schéma tiré du béhaviorisme met en évidence un dysfonctionnement du système de récompense qui serait le pivot des phénomènes de dépendance.

### Approches biologiques
L'explication simple du cycle défini par la régulation d'endorphines internes et externes est insuffisante et dépassée. Toutes les études[réf. nécessaire] sont en faveur d'un rôle central de la dopamine, au sein de la voie mésolimbique. Toutefois, ces mécanismes sont susceptibles d'être modulés par de nombreux autres.
De nombreuses études neurophysiologiques ont montré le rôle central qu'occupait le système de récompense/renforcement dans le phénomène de l'addiction. Ce système fonctionnel est basé sur un réseau neuronal constitué de projections dopaminergiques, principalement, qui relient différentes zones et structures cérébrales, et en particulier l'aire tegmentale ventrale (ATV ou VTA en anglais) au noyau accumbens. En situation non pathologique, ce système sert à fournir la motivation nécessaire pour la réalisation de comportements adaptés à la survie (alimentation, reproduction…), et renforce et conditionne ces comportements par l'intermédiaire de l'activation « de sensations de plaisirs ». Cependant, il semble que dans l'addiction le système de récompense soit détourné et devienne générateur de modifications de comportement. Ce détournement résulterait de modifications neurobiologiques causées par la consommation chronique de substances addictives. Parmi ces modifications, des changements de l'expression de certains gènes, des changements de la morphologie neuronale ou de la plasticité synaptique et particulièrement dans les processus de type mémorisation (LTP/LTD) ont été mis en évidence, mais ne sont pas encore compris dans une vision globale de l'addiction.
George F. Koob et Nora D. Volkow ont proposé un modèle théorique d'addiction (ou cycle d'addiction) représentant les trois phases observées chez un individu lors de sa consommation de drogue et les comportements physiques et émotionnels associés à ces phases. Ce modèle propose qu'une prise régulière de drogue entraîne des changements neurobiologiques dans notre cerveau. La première phase est l'intoxication, elle représente le moment auquel la drogue est consommée puis active. La deuxième phase est le sevrage momentané (la « descente »). Elle correspond précède la dernière phase qui est l'anticipation (l'envie), et est la période pendant laquelle le consommateur ressent le besoin de consommer à nouveau la drogue.
La phase d'intoxication entraîne des modifications au niveau du ganglion basal, où une hyperactivation du système de récompense dopaminergique est observée. Cette hyperactivation, caractérisée par un relâchement plus élevé de dopamine, va entraîner chez le consommateur une envie compulsive de consommer de la drogue, sans tenir compte des conséquences négatives que cela va engendrer. Ce dérèglement dans le circuit dopaminergique du consommateur est responsable du caractère addictif de la drogue pour lui.
La phase de sevrage entraîne des modifications au niveau de l'amygdale étendue et le dérèglement de systèmes non associés au système de récompense. Cela se traduit chez le consommateur par, entre autres, une perte de motivation pour les tâches quotidiennes et une augmentation de l'anxiété.
La phase d'anticipation entraîne, elle, des modifications au niveau du cortex préfrontal, où on retrouve un dérèglement des signaux entre cette partie et les régions du cerveau contrôlant la prise de décision, la mémoire du travail et l'autorégulation. Cela se traduit chez le consommateur par une réactivité excessive aux situations ou repères associés à la drogue.

#### Héritabilité
Les données issues d'études familiales, de jumeaux ou encore d'adoption montrent une héritabilité significative de l'ensemble des addictions, variant de 30 % à 60 % selon les travaux (estimée à 55 % pour l'alcoolo-dépendance). Les gènes précisément en cause, leur rôle et leur nombre restent toutefois à déterminer. Ces facteurs génétiques interagissent avec de nombreux facteurs environnementaux dans le déterminisme des addictions, processus étudié au travers du domaine de l'épigénétique.

### Approche comportementaliste
Le système de récompense aléatoire majorerait la dépendance en particulier aux jeux vidéo aux écrans, conceptualisé par Bruno Patino dans son petit traité du marché de l'attention, ainsi, ce serait lorsque certains sites ou certaines applications internet sont conçus comme des jeux que pourrait s’installer une « dépendance à l’Internet » (avec des guillemets car l’Internet en lui-même ne serait pas directement en cause, et cette notion est controversée dans le monde médical, et non reconnue par la CIM-10 et la CIM-11, ni par le DSM-5).

### Interprétation psychanalytique
L'interprétation psychanalytique repose sur la question des développements ontogénétiques relatifs à la satisfaction des besoins (faim, amour, etc.) et à leur intrication avec les pulsions sexuelles (libido) et les pulsion de destruction. Freud dans la deuxième topique a tenté d'élucider ce qu'il observe comme étant la compulsion de répétition comme une manifestation de la pulsion de mort. Ses successeurs ont revu ces théories sous l'angle des relations d'objet (L'Absence de Pierre Fédida) et de la logique des comportements à risques comme mécanisme inconscient résultant du jeu entre pulsion de vie et pulsion de mort.

## Traitements
En France, la prise en charge médicale des addictions est effectuée par les médecins généralistes, les psychiatres, les psychologues, les psychomotriciens les addictologues et au sein des Centres de soins, d’accompagnement et de prévention en addictologie (CSAPA) ou des Centres d’Accueil et d’Accompagnement à la Réduction des risques pour Usagers de Drogues (CAARUD). La plateforme drogues info service dans une mission de prévention et de prise en charge, conseille et oriente les utilisateurs vers les services de soins.
Le traitement vise l'abstinence pour le dépendant de l'alcool. En ce qui concerne les dépendants aux drogues illicites, le traitement vise aussi à l'abstinence jusqu'aux années 1980 puis la politique change pour l'ensemble des traitements. La prise en charge psychopathologique est primordiale au regard des comorbidités psychiatriques fréquentes. Les impacts des troubles addictifs concernent également les fonctions cognitives. Pour cela, des professionnels de santé comme les psychomotriciens, rééduquent les troubles des fonctions exécutives ou les problématiques psychomotrices.[réf. nécessaire]
L'apparition du SIDA et la nécessité de lutter contre sa propagation entraînent le traitement des héroïnomanes dans le champ médical des épidémies. Les traitements de substitution par la méthadone prennent le pas sur toute autre forme de thérapie. On[Qui ?] commence à parler de politique de réduction des risques en privilégiant une approche sanitaire par notamment la distribution des seringues, l'élargissement des indications de substitution avec la méthadone, voire de la distribution contrôlée d'héroïne dans certains pays (Suisse, Angleterre, Canada) avec mise à disposition de locaux d'injection encadrés par du personnel paramédical.[réf. nécessaire]
Jusqu'à l'apparition et la reconnaissance de l'importance du SIDA et de sa propagation par le partage de matériels d'injection, les traitements des troubles addictologiques furent l'objet de nombreuses controverses. Pour certains[Qui ?], les opiacés sont nécessaires aux consommateurs souffrant de troubles addictologiques via une analogie avec le diabétique et son insuline. Il s'agit alors de distribuer largement la méthadone qui doit stabiliser le trouble en aidant les patients à sortir de l'illégalité et en leur permettant d'accéder à une certaine autonomie. Pour d'autres[Qui ?] à la suite de Claude Olievenstein, cette « toxicomanie légale » ou « médicalisée » remplace une aliénation par une autre. Pour eux, le but doit être d'aider les personnes souffrant de troubles addictologiques à sortir de leur dépendance en retrouvant leur liberté. Il s'agit aussi de contrer les sectes et communautés thérapeutiques dont certaines préconisent un déconditionnement brutal.
L'apparition du SIDA va favoriser la mise en place de méthodes visant à limiter la transmission du virus, reléguant au second plan la question et la signification psychologique et sociale des troubles addictologiques.[réf. nécessaire]
C'est aussi depuis cette époque qu'il est plus question de dépendance et que cette catégorie s'étend à toutes formes de conduites et/ou d'abus. Certains[Qui ?] pensent que cette extension a l'inconvénient de jeter le trouble sur la question du point de vue psychopathologique et qu'il n'est pas évident d'établir le lien entre les « besoins » d'un addict aux jeux vidéo ou à Internet, et un cocaïnomane ou un alcoolique. Ces deux approches sont à l'origine d'une controverse parfois virulente.
La plupart des pays ont établi une planification des soins souvent surtout basés sur des mesures législatives plus ou moins répressives et des grandes campagnes d’information et de prévention. En France, c'est la Mildt qui prépare les plans gouvernementaux de lutte contre les drogues et veille à leur application, sous l'autorité du Premier Ministre.
Une piste de recherche porte sur une forme de « vaccination » de la personne contre la molécule responsable de l'addiction. Une expérience du Scripps Research Institute de La Jolla (Californie), laisse penser qu’il est possible de vacciner contre certaines addictions. Joel Schlossburg et al. ont réussi à vacciner des rats de laboratoire contre l’addiction à l’héroïne et à ses métabolites. L’organisme des animaux vaccinés séquestrent ces molécules dès leur entrée dans le sang et empêchent ainsi qu’elles traversent la barrière hématoencéphalique pour pénétrer le cerveau. Elles perdent alors tout effet psychoactif. De plus, les rats vaccinés ne rechutent pas.
Aux États-Unis, au Canada mais aussi en Espagne et au Brésil, la majorité des centres pour le rétablissement des personnes dépendantes aux drogues et à l'alcool utilise le Modèle Minnesota[réf. souhaitée]. Il s'agit d'un modèle thérapeutique qui a été mis en place aux États-Unis au début des années 1950. Cette approche vise à prendre en charge les personnes dépendantes dans leur globalité. Ce modèle, qui est issu d’un rapprochement entre les modes de prise en charge « traditionnels » de la dépendance et le mouvement des Alcooliques Anonymes, repose sur une théorie particulière explicitant le fait que la dépendance est une maladie physique, mentale et spirituelle[réf. souhaitée]. Pour remédier à tous ces aspects de la maladie, il met l’accent sur un programme de traitement multidisciplinaire (les soins), sur la croissance spirituelle et sur la dignité retrouvée par l’individu. Parce qu'il met l'accent sur le changement dans l'attitude et le comportement, le Modèle Minnesota est notamment qualifié de psychothérapie cognitivo-comportementale. À ce jour, il permet la prise en charge thérapeutique de toutes les addictions (dont comportementales).
Dans de nombreux pays où le système de soin est moins performant, de nombreux patients se rétablissent en participant à des groupes d'entraides anonymes et gratuits (alcooliques anonymes, narcotiques anonymes, dépendants affectifs et sexuels…) et retrouvent une meilleure qualité de vie.

## Critères d'addiction
Ils sont nombreux et varient autant que les points de vue et références théoriques qui les sous-tendent. Mais la plupart d'entre eux sont construits sur le modèle dit « bio-psycho-social » qui renvoie aux aspects biologiques (potentiel addictogène du produit, éventuel antécédent génétique), aux aspects sociologiques (contexte, environnement familial, scolaire, etc.) et aux aspects psychologiques (personnalité du sujet).
Par exemple, et selon le modèle mécaniciste d'Aviel Goodman, psychiatre américain :
- impossibilité de résister à l'impulsion de passage à l'acte ;
- sensation croissante de tension précédant immédiatement le début du comportement ;
- soulagement ou plaisir durant la période ;
- perte de contrôle dès le début de la crise ;
- présence d'au moins trois des sept critères suivants qui définissent la dépendance :
  - existence d'un syndrome de sevrage à l'arrêt (dépendance physique, non obligatoire),
  - durée des épisodes plus importants que souhaités à l'origine,
  - tentatives répétées pour réduire, contrôler ou abandonner le comportement,
  - temps important consacré à préparer les épisodes, à les entreprendre ou à s'en remettre,
  - diminution du temps passé avec les autres,
  - poursuite du comportement malgré l'existence de problèmes psychologiques ou de santé,
  - tolérance marquée, c'est-à-dire besoin d'augmenter l'intensité ou la fréquence pour obtenir l'effet désiré, ou diminution de l'effet procuré par un comportement de même intensité.

### Potentiel addictogène des produits
Le potentiel addictogène du produit, appelé aussi pouvoir addictogène ou pouvoir addictif est la capacité de ce produit d'induire une pharmacodépendance. Cette capacité peut être évaluée : par des tests pharmacologiques (modèles animaux d'autoadministration) ; en comparant la corrélation pour chaque produit entre la fréquence et l'importance de la consommation avec la fréquence et la sévérité des dépendances installées ; en mesurant le rapport dépendants / non-dépendants. Selon le critère basé sur le rapport dépendants / non-dépendants, le produit le plus addictif serait le tabac (80 % à 90 % des consommateurs sont dépendants,,, les moyens médicaux de sevrage actuels ne dépassant pas des taux réels de réussite de 20 %, à 30 % — pour les études les plus généreuses sans garantie de fiabilité — des fumeurs qui les utilisent, les fumeurs qui tentent d’arrêter de fumer spontanément sont moins de 10 % à rester abstinents au-delà d’un an, et ceux qui utilisent un placebo ou assimilé sont 10 % à rester abstinents), suivi par l’héroïne (23 %), la cocaïne (17 %), l’alcool (15 %), le cannabis (9 %), les médicaments psychotropes et analgésiques (9 %), les substances hallucinogènes (5 %), les poppers, colles et solvants (4 %).

## Conséquences psychologiques, relationnelles, familiales et sociales
Les problèmes engendrés par une addiction peuvent être d'ordre physique, psychologique, relationnel, familial et social.

### Conséquences familiales
Les problèmes d'addictions ont toujours un retentissement sur l'entourage familial, les proches sont inquiets pour l'addict et sa santé, sur la cohésion du milieu familial. Ils sont confrontés à la perturbation des relations et à l'impuissance. Face aux difficultés auxquelles les proches font face, ils peuvent développer des troubles anxieux, dépressifs ou des insomnies. Ils sont également particulièrement à risque de développer des relations de codépendances. Les familles subissent également les conséquences sociales de l'addiction (voir ci-dessous).

### Conséquences sociales
Les addictions aux drogues et aux substances peuvent entraîner des risques de problèmes judiciaires, de délinquance, de désinsertion sociale, de violence, de difficultés scolaires, de difficultés professionnelles et financières, ou encore de relations sexuelles non consenties ou non protégées. Non traitées, elles peuvent conduire à des situations de paupérisation, désocialisation et isolement.

### Conséquences routières
En Finlande, la dépendance à une substance est le principal problème de santé identifié comme facteur de fond dans les accidents mortels routiers tuant le conducteur ou un ou des tiers.

## Termes associés
Souvent associé aux symptômes physiques du sevrage des opiacés, le manque a une définition plus large[réf. nécessaire] : c'est un état temporaire où l'individu dépendant ressent une sensation de vide qui pourrait être comblé par l'accomplissement du comportement addictogène.

## Différences avec la dépendance
Bien que le terme addiction soit souvent utilisé comme synonyme de dépendance, il existe en réalité une nuance entre ces deux concepts. Comme cela a été montré plus haut, le concept de dépendance fait intervenir deux notions : la dépendance physique (tolérance et sevrage, critères 1 et 2 du DSM-IV) et la dépendance psychique ou comportementale (critères 3 à 7[Passage problématique]). En pratique spécialisée, la tendance consiste à utiliser le terme d'addiction pour ne désigner que le volet comportemental du phénomène de dépendance.
Cette nuance permet, par exemple, de distinguer les situations problématiques réelles lors de traitements médicamenteux prolongés par certains médicaments addictogènes. Pour illustration, les patients douloureux chroniques, traités par analgésiques opioïdes au long cours, développent des critères de dépendance physique (à savoir une tolérance et, en cas d'arrêt brutal, un syndrome de sevrage) mais ces manifestations sont considérées comme normales et le prescripteur ne cherche pas spécialement à les éviter (la « dépendance » du patient est attendue comme une manifestation physiologique normale). En revanche des manifestations de dépendance psychique/comportementale (c’est-à-dire de l'« addiction ») sont considérées comme indésirables et l'objectif est de les éviter (l'addiction du patient, elle, n'est pas attendue).